# Окава (Фукуока)

О́кава (яп. 大川市, おおかわし, МФА: [oːkawa ɕi̥]?) — місто в Японії, в префектурі Фукуока.     Отримало статус міста 1954 року. Площа становить 33,63 км². Станом на 1 липня 2012 року населення складало 36 603  осіб, густота населення — 1090 осіб/км².     

## Історія
Окава отримала статус міста 1 квітня 1954 року.